# Alvar Cawén
Frans Alvar Alfred Cawén (8. června 1886 Korpilahti – 3. března 1935 Helsinky) byl finský malíř. 
Byl synem protestantského kněze. Studoval na výtvarné akademii v Helsinkách, kde také později vyučoval. V roce 1910 měl v Helsinkách první samostatnou výstavu. Před první světovou válkou pobýval v Paříži, kde navštěvoval ateliér Charlese Cotteta. V té době jej výrazně ovlivnil kubismus a později expresionismus, spolu s Tyko Sallinenem stál u zrodu Listopadové skupiny (Marraskuun ryhmä), usilující o spojení aktuálních světových trendů s finskou výtvarnou tradicí. Vytvořil monumentální oltářní obrazy v kostelech v Mänttä, Simpele a Lapinlahti. V letech 1929 až 1935 byl předsedou Asociace finských výtvarníků. Jeho manželkou byla malířka Ragni Cawénová.
Na rozdíl od francouzských modernistů používal Cawén spíše tlumené barvy a volil pro své obrazy realistické náměty. Kunsthistorik Onni Okkonen konstatoval výrazný vliv hudby na Cawénovu lyricky pojatou malbu.

## Výběr z díla

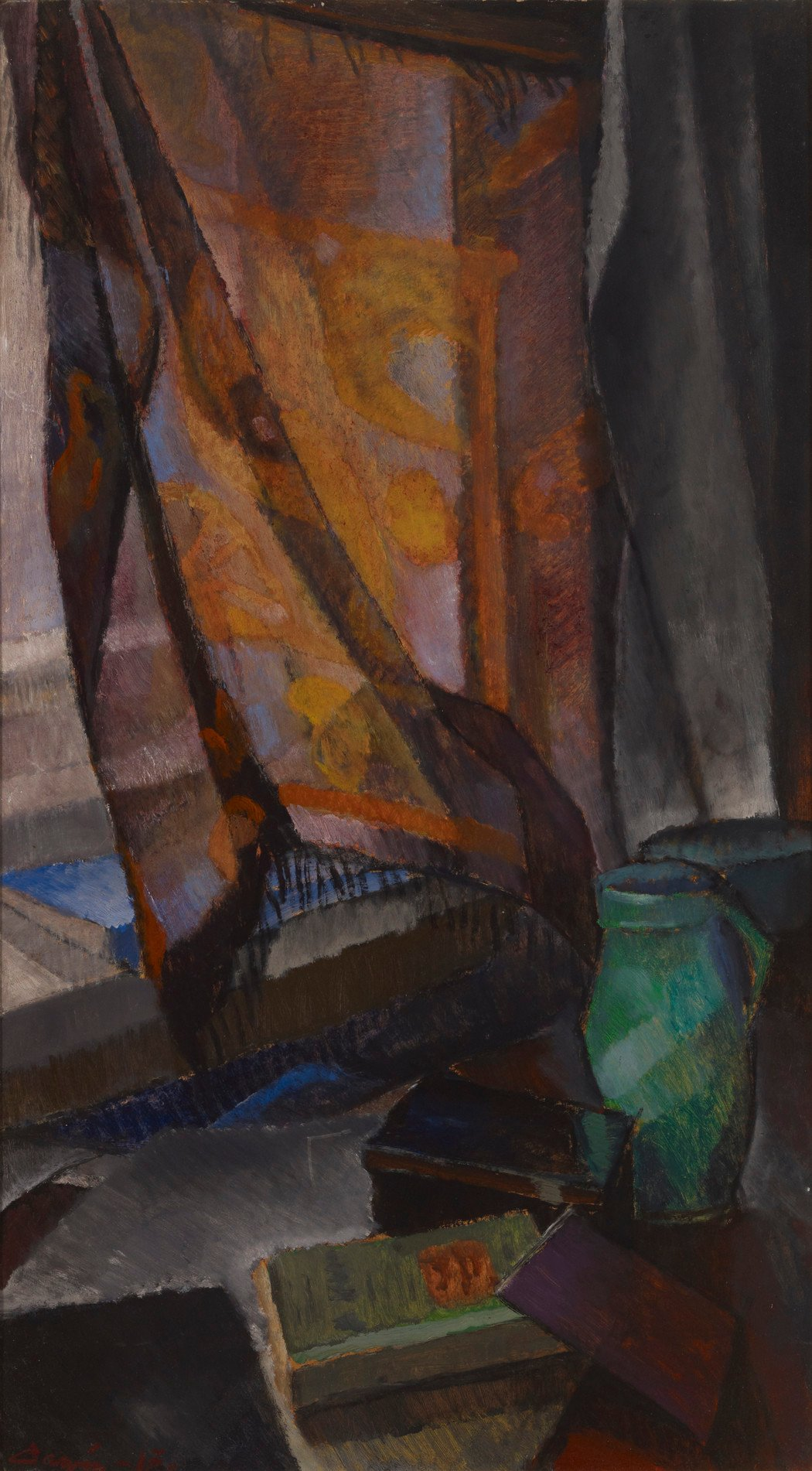
Okno, 1917
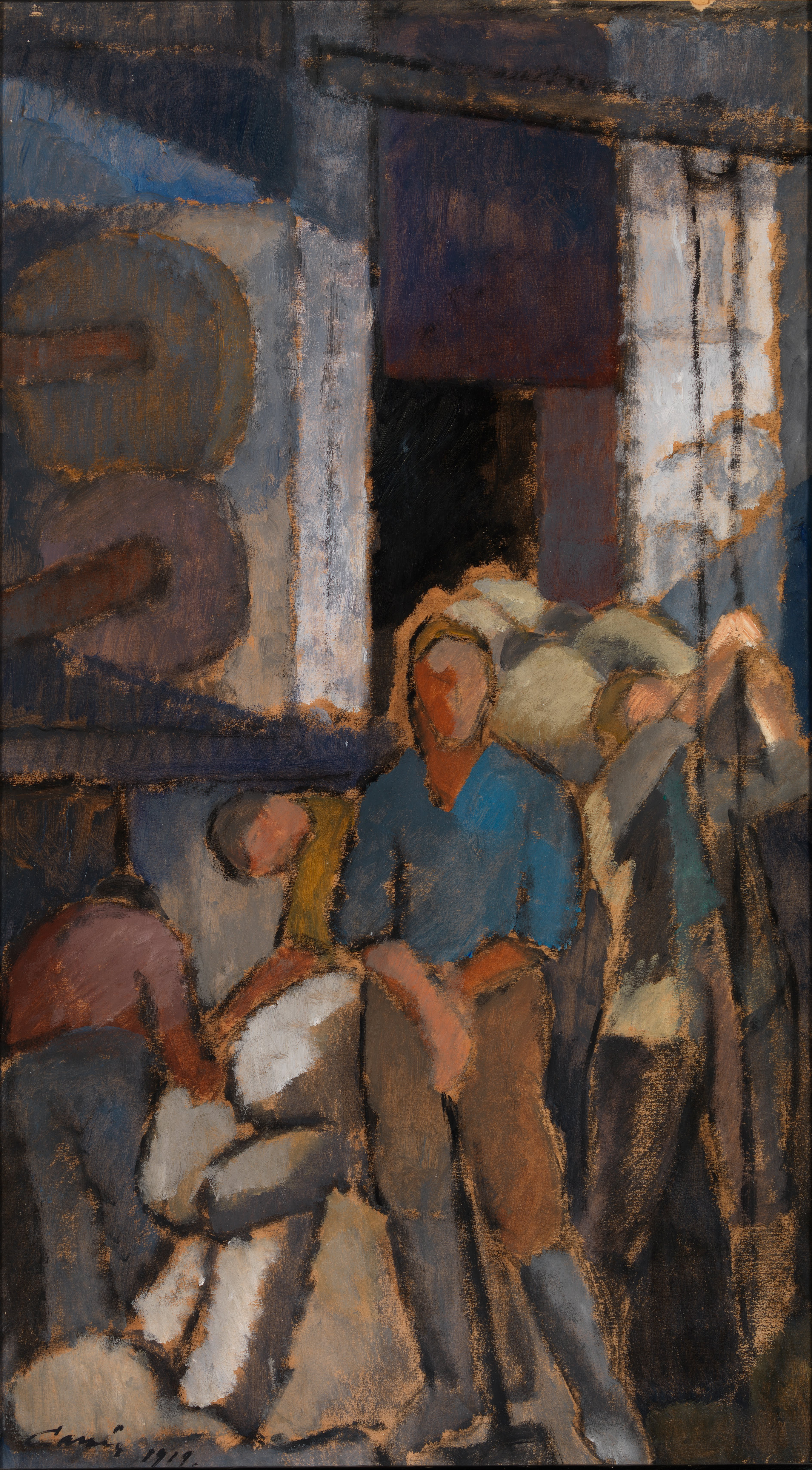
V továrně, 1919
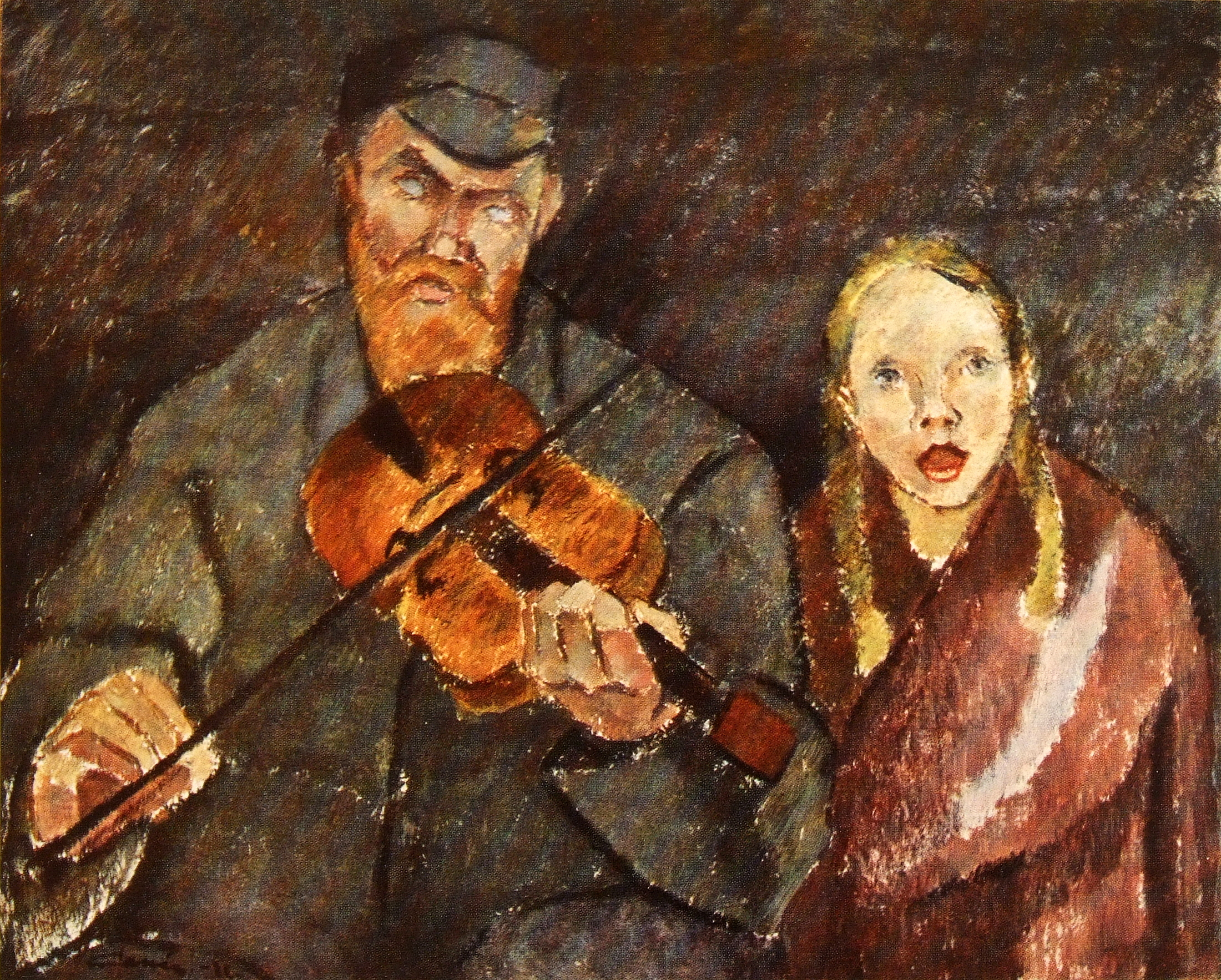
Slepý muzikant, 1922